# Atractus aboiporu
Atractus aboiporu — вид змій родини полозових (Colubridae). Ендемік Бразилії. Описаний у 2019 році.

## Поширення і екологія
Atractus aboiporu відомі за кількома зразками, зібраними в штаті Амапа, на крайньому північному сході Бразилії, на території муніципалітетів Серра-ду-Навіу і Педра-Бранка-ду-Амапарі.